# 森特鎮區 (堪薩斯州羅林斯縣)
森特鎮區（英語：Center Township）為美國堪薩斯州羅林斯縣轄下的鎮區。2010年美国人口普查中該鎮區人口有268人。

## 地理
森特鎮區涵蓋總面積為689.76平方（266.32平方英里），其中689.72平方（266.30平方英里）為陸地，0.03平方（0.012平方英里）或0.004%為水域。海拔高度933（3,061英尺）。

## 人口統計
根據2010年美國人口普查，森特鎮區人口有268人，住房142戶，人口密度為0.39人/每平方公里。此鎮區居民之種族中，白人有263人，非裔美國人有0人，美洲原住民有1人，亞裔美國人有1人，太平洋島裔美國人有0人，其他種族有3人，混血種族則有0人。此外此鎮區有7人為西班牙裔或拉丁裔美國人。

## 交通

### 主要公路
- 36號美國國道
- 25號堪薩斯州州道